# Вацлав Нойманн
Ва́цлав Но́йманн (чеськ. Václav Neumann; 29 вересня 1920 року — 2 вересня 1995 року) — чеський диригент, скрипаль та віоліст.

## Біографія
Нойманн народився у Празі, де навчався у Празькій консерваторії у Йозефа Міцки (скрипка) та Павла Дедечека та Метода Долежіль (диригування). Він був співзасновником квартету «Сметана», граючи на 1-й скрипці, а потім на альті, перед диригуванням у Карлових Варах та Брно.

## Творча діяльність

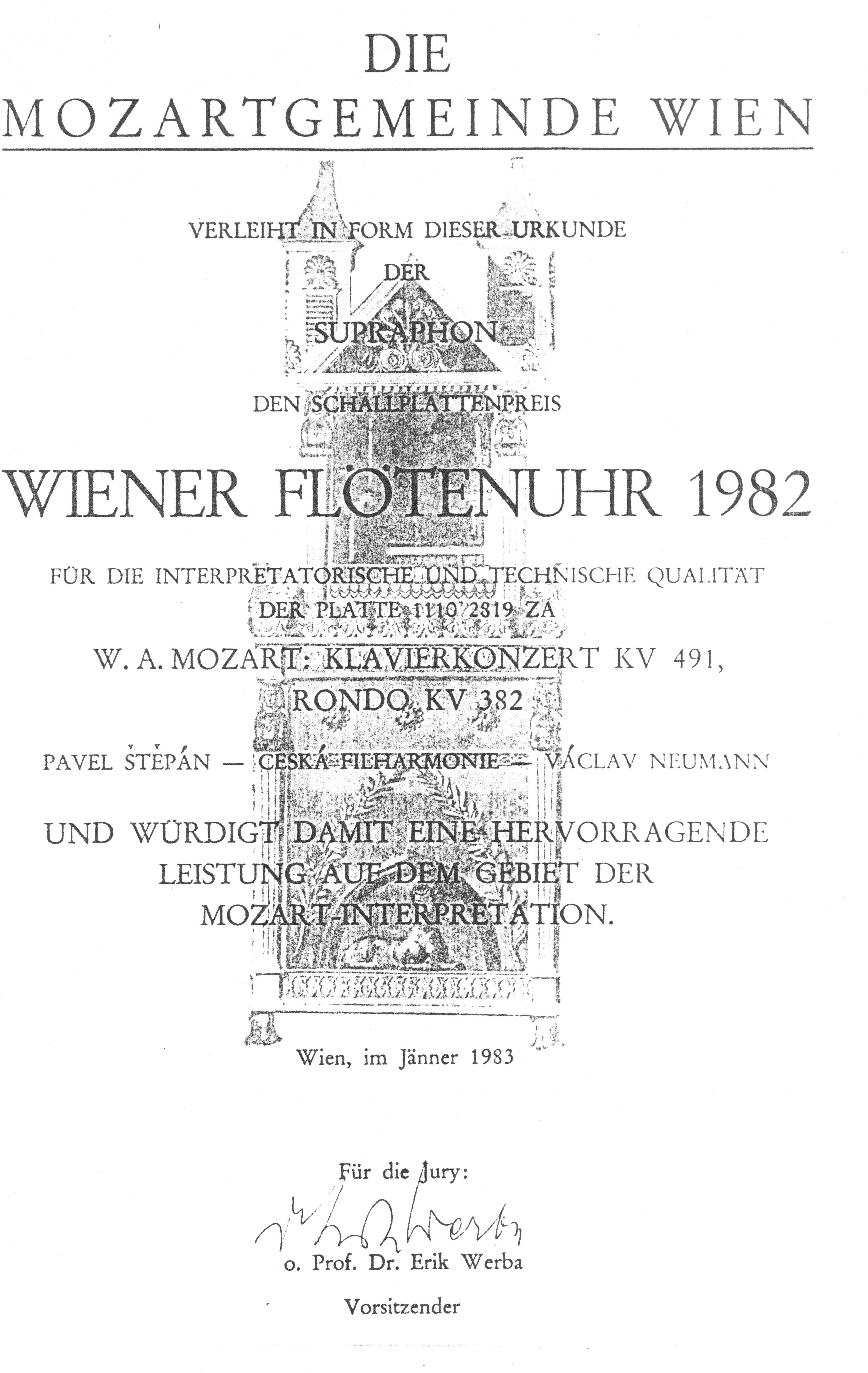
Wiener Flötenuhr 1982

У 1956 році він почав диригувати в Коміше Опері в Берліні, залишивши в 1964 році диригента оркестру Лейпцизького Гевандхауза. Він пробув там до 1968 року, коли став головним диригентом Чеської філармонії, займаючи цю посаду до 1990 року.
Нойманн викладав диригування в Празькій музичній академії, де серед його учнів були Олівер фон Донаньї та Вітезслав Подразіл.
Нойманн особливо відзначився як автор чеської музики, який зробив перший студійний запис опери Леоша Яначека «Екскурсії пана Браучека» в 1962 році.
Нойманна можна побачити під керівництвом Чеської філармонії на записі концерту для віолончелі Дворжака з Джуліаном Ллойдом Веббером. Це продемонстровано у фільмі « Дворак — закоханий» 1988 року режисера Тоні Палмера.
Нойманн був відомий в Чехії і в усьому світі як пропагандист і популяризатор чеської музики, в тому числі опер Леоша Яначека. Серед найбільш значних його записів — всі симфонії Густава Малера, Антоніна Дворжака, Богуслава Мартіну, твори Людвіга ван Бетховена, Ференца Ліста, Йоганнеса Брамса, Бедржиха Сметани, Антона Брукнера, Йозефа Сука, Юліуса Фучика. Активно пропагував творчість Мілослава Кабелача.